# Kim tự tháp Bent
Kim tự tháp Bent, hay "Kim tự tháp cong", là kim tự tháp thứ hai được xây theo lệnh của pharaon Sneferu vào khoảng năm 2600 TCN. Nó có tên gọi chính thức là Kim tự tháp huy hoàng ở phương nam. Ở phần dưới, các cạnh của kim tự tháp Bent tạo với mặt đất 1 góc 54°; nhưng phần trên (khoảng 47 mét), các cạnh lại được dựng với 1 góc 43°, làm kim tự tháp bị "cong" một cách rõ rệt.
Các nhà khảo cổ hiện nay tin rằng kim tự tháp Bent là đại diện cho sự chuyển tiếp giữa kim tự tháp bậc thang sang kim tự tháp hình chóp. Do những sai lầm trong tính toán, các thợ xây buộc phải xây một góc lệch đi để tránh sự sụp đổ của kim tự tháp. Giả thuyết này có thể bắt nguồn từ Kim tự tháp Đỏ liền kề, kim tự tháp thứ ba của Sneferu, được dựng với một góc 43°. Thực tế, việc xây dựng kim tự tháp với góc ban đầu sẽ tốn rất nhiều thời gian, mà cái chết của Sneferu đã gần kề, vì vậy các thợ xây phải đổi góc để hoàn thành kịp lúc. Tuy nhiên, Kurt Mendelssohn cho rằng việc thay đổi góc để đảm bảo an toàn không đem lại kết quả gì, mà thậm chí nó còn gây ra sự sụp đổ cho kim tự tháp thứ 2 tại Meidum trong khi vẫn còn đang xây dựng.
Đây cũng là kim tự tháp duy nhất tại Ai Cập mà lớp đá vôi được đánh bóng bên ngoài vẫn còn nguyên vẹn.

## Cấu trúc

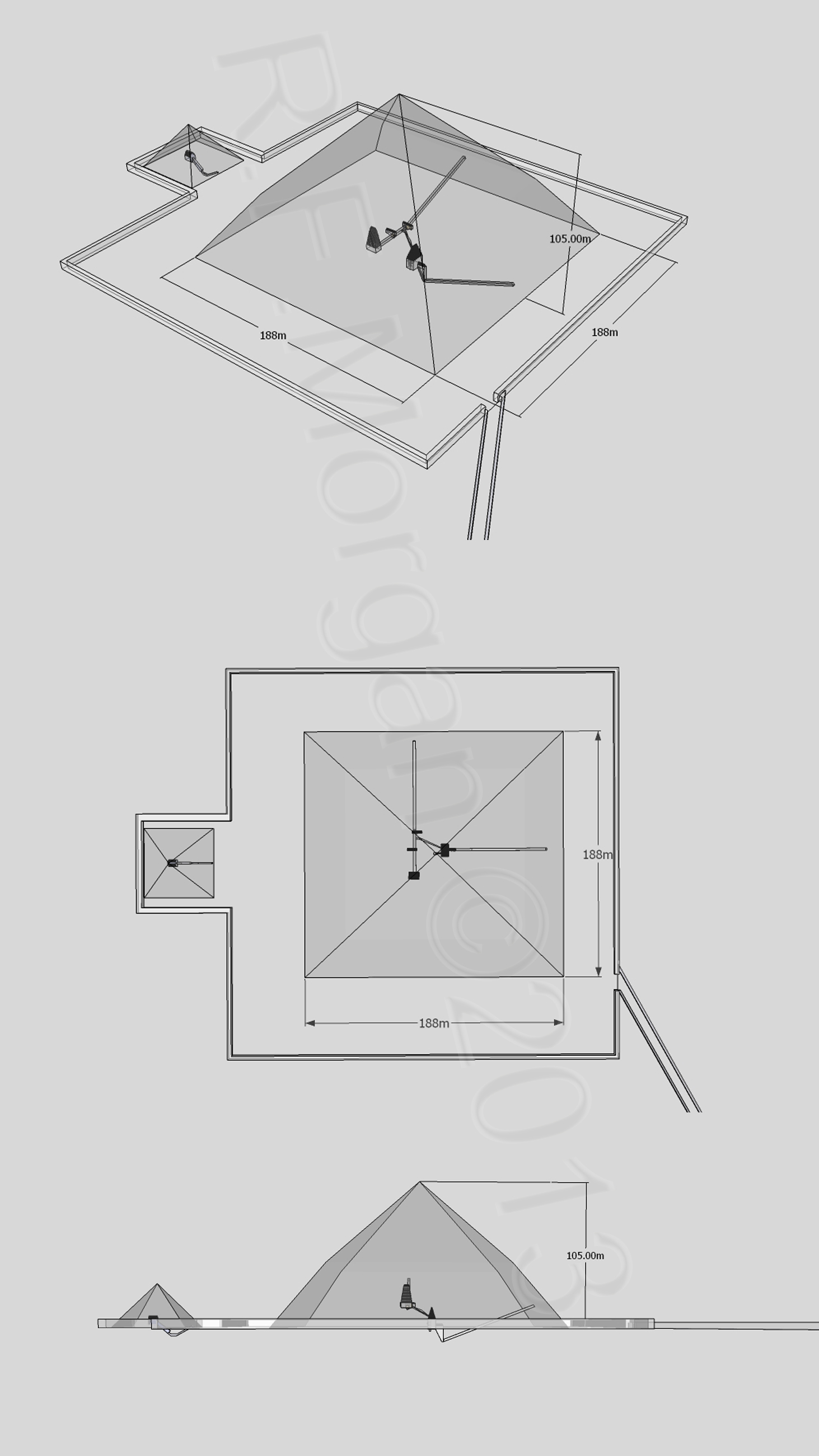
Sơ đồ kim tự tháp Bent

Nửa đầu thập niên 1950, kim tự tháp Bent đã được khám phá bởi Ahmad Fakhry. Những cuộc nghiên cứu đôi khi bị gián đoạn bởi những cơn gió mạnh lùa qua những hành lang. Một câu hỏi được đặt ra là, làm sao gió có thể vào được đây, dẫn đến việc các nhà khảo cổ nghi ngờ rằng, có những phòng ốc hoặc hành lang vẫn chưa được tìm ra hết.

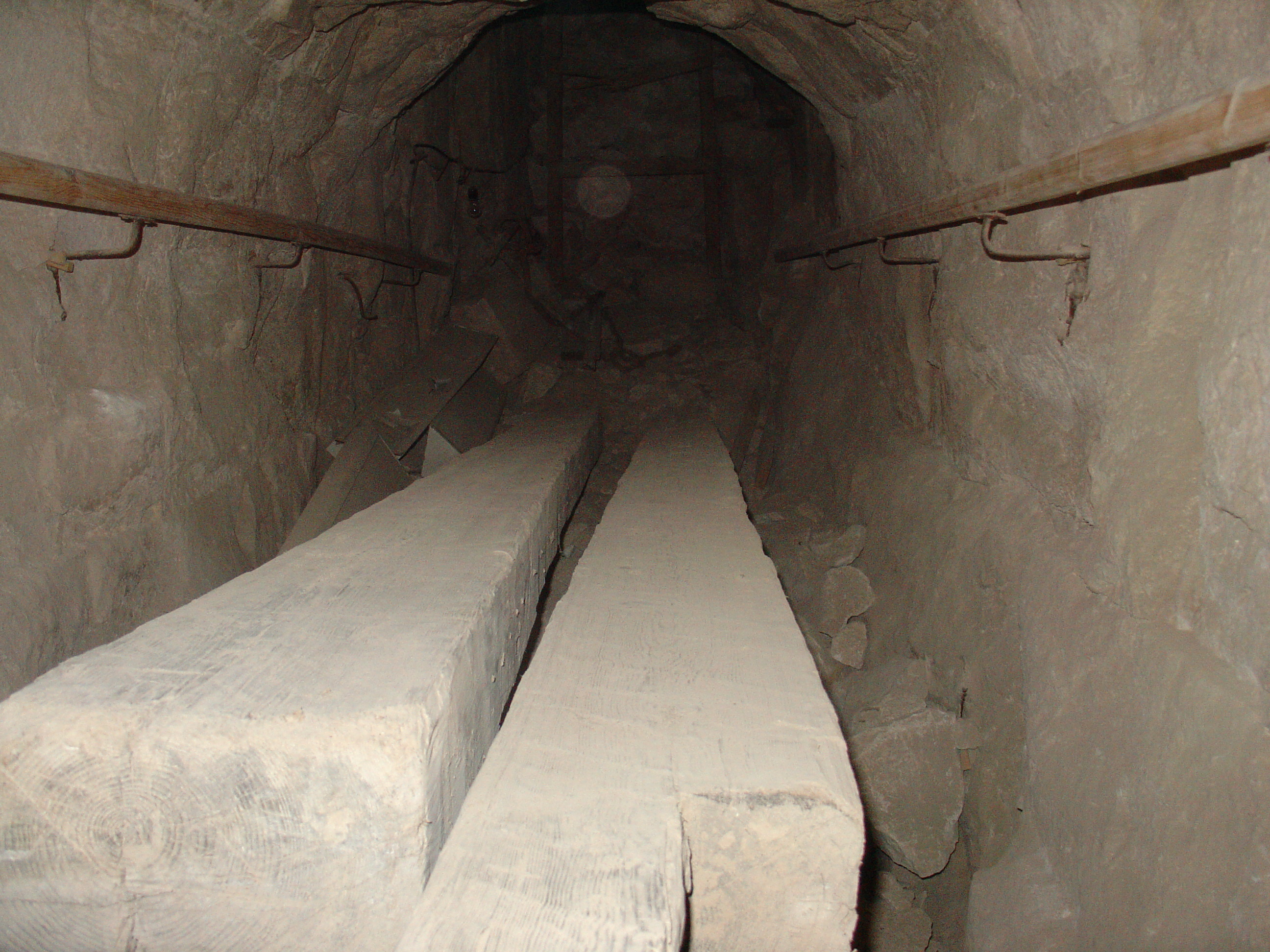
Những thanh gỗ bên trong kim tự tháp

Những tàn tích còn sót lại của một ngôi đền thung lũng của khu phức hợp năm cách bờ tây sông Nin 1 km, là ngôi đền thung lũng đầu tiên được nối với kim tự tháp chính. Nó được xây bằng đá vôi trắng, với lối vào ở phía nam. Lối vào được rào bởi những cây cột bằng gỗ. Một tấm bia bằng đá vôi của hoàng tử Netjeraperef (con của Sneferu) cũng được dùng làm rào chặn ở cửa vào ngôi đền. Trên các bức tường là những bức phù điêu, được coi là những tác phẩm nghệ thuật tốt nhất của Vương triều thứ 4. Ở cổng phía bắc đền thờ là 10 cột đá vôi sơn màu đỏ, xếp thành 2 hàng. Tại đây những bức tường được khắc họa với hình ảnh của Sneferu tham dự lễ hội Sed. Đằng sau những cây cột là 6 hốc tường chứa 6 pho tượng của nhà vua.

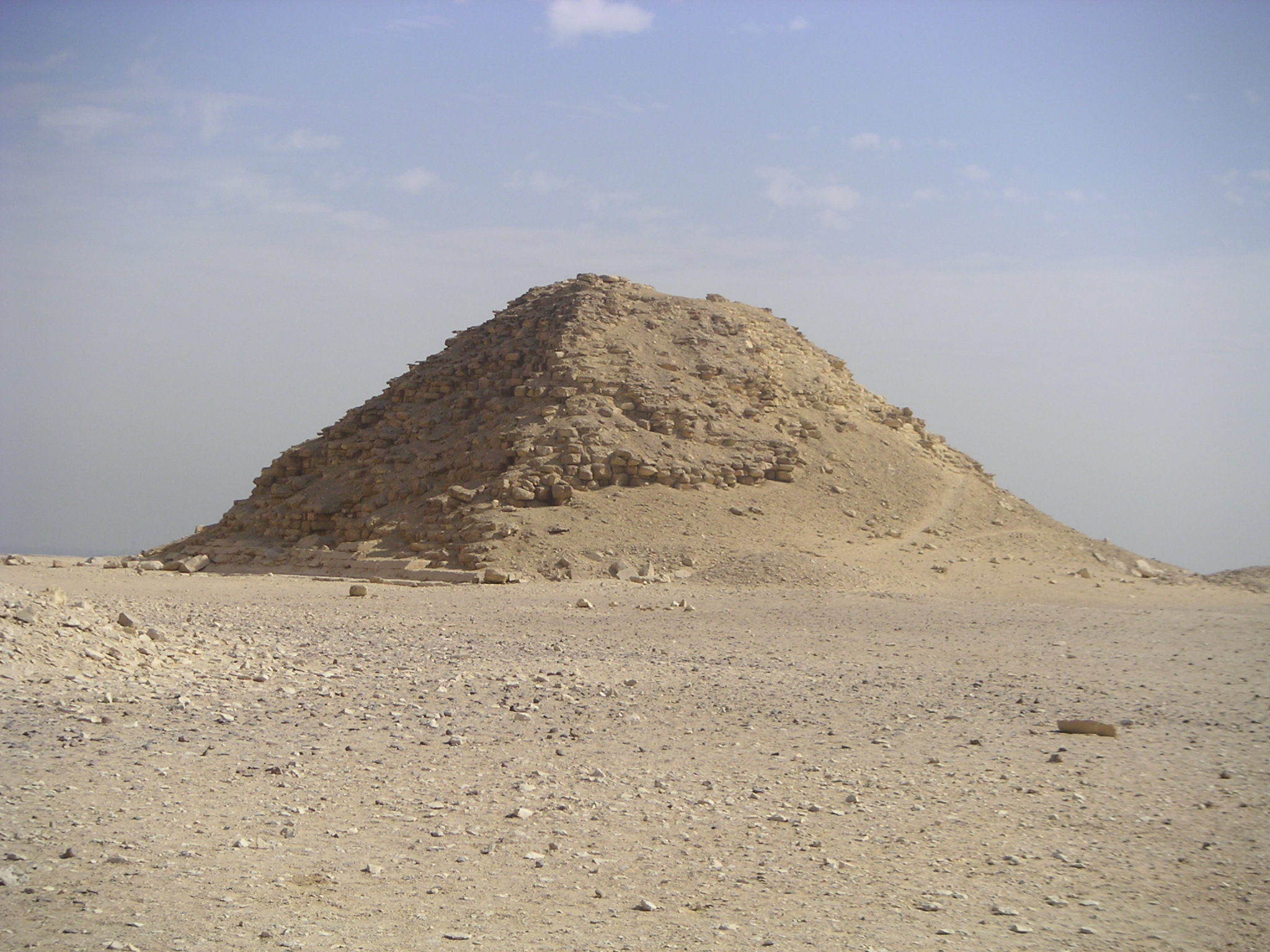
Kim tự tháp vệ tinh

Một hành lang dài nằm phía tây nam của đền nối đền thờ với góc đông bắc của khu phức hợp kim tự tháp. Đường đi được lát đá vôi, dọc theo nó là 2 bờ tường cũng bằng đá vôi màu trắng. Khu phức hợp được bao quanh bởi một bức tường thành bằng đá vôi màu vàng xám.
Một nhà nguyện nằm phía đông kim tự tháp chính, bên trong đặt một bàn thờ được dựng từ những khối đá vôi cùng với 2 tấm bia đá lớn đặt ở 2 hướng nam-bắc nhà nguyện. Theo thời gian, nhà nguyện được rào với tường bằng gạch bùn, tách nó thành một đền thờ nhỏ riêng biệt.
Kim tự tháp chính cao hơn 104 mét với các cạnh dài gần 190 mét, có 2 cửa vào bên trong ở 2 hướng tây và bắc. Hành lang phía bắc dẫn xuống một phòng ngoài với trần cao, một cầu thang tiếp tục dẫn lên phòng chôn cất chính. Tại đây một đoạn đường ngắn dẫn đến một ống thông hơi, ngày nay đã bị phá hủy một phần. Hành lang phía tây dẫn đến một phòng mộ khác, bị chặn bởi 2 khối đá. Giữa những khe hở của tường là những thanh rầm bằng gỗ tuyết tùng (cũng được tìm thấy tại kim tự tháp Meidum). Bên dưới căn phòng này chứa đầy đá thô.
Fakhry nghĩ rằng, Sneferu có thể được chôn trong căn phòng ở hành lang phía tây, vì tại đây khung tên của ông được viết bằng mực đỏ. Nhưng đa số các nhà Ai Cập đều nghĩ rằng, căn phòng ở hành lang phía bắc mới thực sự là nơi chôn cất của ông.
Ở phía nam của kim tự tháp chính là một kim tự tháp vệ tinh, là nơi ở của linh hồn ka của pharaon, cao 26 mét và các cạnh dài hơn 52 mét, độ dốc khoảng 44°. Lối vào ở phía bắc dẫn xuống một căn phòng. Phía đông của kim tự tháp vệ tinh cũng có một điện thờ nhỏ với một bệ thờ bằng đá vôi với một bia đá ghi tên của nhà vua.